# Miroslav Radačovský
Miroslav Radačovský, né le 24 septembre 1953 à Ľutina, est un homme politique et ancien juge slovaque. Indépendant de tout parti politique, il est élu député européen en 2019.

## Biographie
Il est élu député européen en mai 2019 sur la liste présentée par le parti populaire « Notre Slovaquie ».
En 2021, il est à l'origine de la création d'un nouveau parti nationaliste, Slovenský Patriot.